# 维亚达尼卡
维亚达尼卡（義大利語：Viadanica），是意大利贝加莫省的一个市镇。总面积5.44平方公里，人口1130人，人口密度207.7人/平方公里（2009年）。国家统计（ISTAT）代码为016235。